# Jesse James Hollywood
Jesse James Hollywood (Los Angeles, 28 gennaio 1980) è un criminale statunitense.
Fino al giorno del suo arresto è stato fra i più giovani criminali inclusi nella lista dei dieci criminali più ricercati da parte dell'FBI. È stato arrestato l'8 marzo del 2005 a Saquarerma (Brasile) ed estradato negli Stati Uniti dove era ricercato per il rapimento e l'uccisione (9 agosto 2000) del quindicenne Nicolas Markowitz. Ryan Hoyt, un membro della banda di Jesse, aveva un debito con Hollywood che si sarebbe estinto con l'omicidio. Ryan Hoyt, riconosciuto colpevole e condannato a morte, è attualmente rinchiuso nel braccio della morte nel Carcere di San Quintino in California.
Diversi altri complici sono stati arrestati e condannati in connessione all'omicidio poco dopo il suo compimento, mentre Jesse James Hollywood, sin dalle scuole medie spacciatore di cannabis nella zona della San Fernando Valley, è riuscito a restare nascosto in Brasile per oltre 5 anni, ma alla fine la collaborazione tra FBI e le forze di polizia brasiliane portò al suo ritrovamento e arresto. L'8 luglio del 2009, Jesse James Hollywood, dopo quasi due mesi di processo presso il tribunale di Santa Barbara, è stato giudicato colpevole di rapimento e omicidio da una giuria di nove donne e tre uomini e condannato all'ergastolo.

## Biografia

### Il rapimento
Da diversi mesi, Jesse James Hollywood cercava di riscuotere un debito di circa $1,200 con l'amico Ben Markowitz, un duro neo-nazista (nonostante le origini ebraiche), e le loro relazioni stavano rapidamente deteriorando. Dopo aver cenato una sera con degli amici presso il ristorante dove lavorava la fidanzata di Ben, Hollywood si rifiutò di pagare il conto lasciandole invece una nota dicendo di dedurre il pagamento dal debito di Ben. Furioso, Ben vandalizzò la casa di Hollywood, spaccando tutte le finestre e lasciando minacce alla sua famiglia nella segreteria telefonica. La mattina dopo, Hollywood, temendo per la propria incolumità, decise che era giunto il momento di trasferirsi. Dopo aver chiamato suo zio, titolare di un'azienda immobiliare, dicendo che voleva vendere la sua abitazione, Hollywood e due amici, Jesse Rugge e William Skidmore, decisero di guidare fino a Santa Barbara per partecipare alle festività annuali di Fiesta, la commemorazione della fondazione della città californiana da parte degli spagnoli.
Tuttavia, mentre il gruppo, a bordo di un camioncino bianco, andava verso il casello autostradale, Hollywood si accorse che al bordo della strada c'era Nicholas Markowitz, fratello quindicenne del suo rivale Ben. Scesi immediatamente dal veicolo, i tre picchiarono Nick e lo obbligarono a salire nel camioncino, con cui si recarono tutti a Santa Barbara. Poco dopo il loro arrivo presso la casa di Jesse Rugge nella cittadina costiera, Hollywood decise che non aveva tempo di fare festa e di tornare a Los Angeles per sistemare la faccenda del trasloco. Al proprio processo, in cui fu condannato all'ergastolo, Jesse Rugge testimoniò che a quel punto Jesse James Hollywood gli chiese di uccidere Markowitz per duemila dollari, ma che lui rifiutò. Hollywood ha sempre negato di aver fatto tale offerta a Rugge.
Una volta che Hollywood e Skidmore lasciarono Santa Barbara, Nicholas, Jesse Rugge e un altro Santabarbararense, Graham Pressley, si recarono ad un barbecue nella zona, dove conobbero diverse persone con cui consumarono alcolici e fumarono cannabis. Più tardi, i tre, assieme alle due ragazze presero una stanza presso il Lemon Tree Motel di Santa Barbara e continuarono la festa nella piscina del motel fino a notte tarda. Varie volte le ragazze, quando Rugge e Pressley erano fuori a far compere, suggerirono a Nicholas di scappare, ma egli rifiutò dicendo che era lì per aiutare suo fratello. Dopo un'altra giornata passata a bere, fumare e giocare a videogames, al motel arrivò anche Ryan Hoyt, amico d'infanzia di Hollywood spesso preso di mira dal gruppo di amici per le storie inverosimili che raccontava (come ad esempio di essere diventato un modello per Versace o di essere stato ammesso all'accademia Top Gun). Pressley ha testimoniato di essersi parecchio spaventato del modo di fare di Hoyt, che sembrava essere "in una missione".
Quella stessa notte Hoyt portò Pressley nelle alte colline dietro la città e gli fece scavare una fossa a lato del sentiero di Lizard's Mouth. Pressley, terrorizzato pensando che la fossa fosse per lui stesso, scavò tutta la notte, prima che Hoyt lo riportasse al motel. Una volta lì, Hoyt ordinò a lui, Rugge e Markowitz di salire in macchina, e tornò sul sentiero di Lizard's Mouth. Lì, Pressley, paralizzato dalla paura, non si mosse dal sedile dell'auto, mentre Rugge e Hoyt portarono Markowitz presso la fossa. Rugge lo ammanettò con del nastro adesivo e Hoyt gli sparò nove volte con una semi-automatica TEC-9. Dopo aver seppellito il cadavere e l'arma, i due tornarono all'auto, dove Hoyt minacciò Pressley che se avesse aperto bocca con qualcuno avrebbe fatto la stessa fine. Ryan Hoyt, al proprio processo del 2001 in cui fu condannato a morte, testimoniò di aver ucciso Markowitz per coprire un debito che aveva con Hollywood.
Quest'ultimo, al proprio processo nel 2009, disse che tale debito era di soli duecento dollari, e che sarebbe assurdo chiedere l'uccisione di un ragazzo per una somma così insignificante. Hollywood aggiunse che, una volta scoperto che Hoyt aveva ucciso Markowitz (di testa sua), egli divenne furioso e decise di scappare, prima ancora che il corpo fosse ritrovato. Tuttavia, Casey Sheehan, amico d'infanzia di entrambi, ha testimoniato varie volte che il giorno dopo l'omicidio lui e Ryan Hoyt fecero compere presso un centro commerciale di Beverly Hills e che Hoyt, solitamente senza un soldo, aveva oltre cinquecento dollari nel portafoglio e confidò a Sheehan che il suo debito con Hollywood era stato estinto. Pochi giorni dopo l'omicidio, alcuni escursionisti notarono la fossa e l'odore che proveniva da essa, e chiamarono la polizia, che, trovato il corpo di Nicholas Markowitz, iniziò le indagini sull'omicidio, contattando subito Pressley, Rugge e Hoyt.

### La fuga
Mentre gli altri membri della banda venivano arrestati uno ad uno fra Los Angeles e Santa Barbara, Jesse James Hollywood si dava alla fuga. Dopo una notte al Bellagio a Las Vegas, Hollywood si recò in Colorado dal suo amico Chas Salsbury, che pagò tremila dollari perché lo riportasse a Los Angeles. Una volta ritornato, in incognito, nella sua città natale, circa due settimane dopo la fuga, fu informato da un amico, John Roberts, che le autorità lo stavano cercando ovunque e che lo avrebbero portato in tribunale cercando una condanna a morte. Preso dal panico, Hollywood pregò l'amico di aiutarlo a procurarsi un passaporto falso. Roberts rifiutò di procurargli i documenti falsi, ma gli diede diecimila dollari in contanti per facilitarne la fuga.
Hollywood si recò poi da un amico che viveva in una roulotte in un angolo sperduto del deserto del Mojave, dove restò per due settimane guardando le notizie in tv della sua "manhunt". I media americani lo avevano ribattezzato come "child killer" e i suoi complici arrestati avevano già iniziato ad accusarlo come il mandante dell'omicidio e il responsabile dell'accaduto (probabilmente per assolversi delle colpe più pesanti). Hollywood, convinto di non avere alcuna possibilità di sopravvivere al processo, capì che la fuga oltre i confini nazionali sarebbe stata l'unica soluzione.
Sorprendentemente, riuscì a imbarcarsi per un volo da Los Angeles a Seattle (usando un documento falso) e da lì si fece portare in Canada via mare (pagando duemila dollari a un complice). Il suo volto tuttavia era su tutti i giornali anche in Canada, perciò, una volta giunto nella regione del Quebec, si procurò un passaporto falso con un visto di cinque anni per il Brasile, dove arrivò dopo una pausa di due giorni a Cancún, in Messico. In Brasile si stabilì a Saquarema, sotto il falso nome di Michael Costa Giroux, e lì conobbe una donna che avrebbe poi concepito suo figlio John-Paul (nato in Brasile pochi mesi dopo la sua cattura e estradizione). Hollywood sapeva che le leggi brasiliane non consentono l'estradizione di residenti con figli brasiliani, tuttavia non sapeva che quelle leggi non si sarebbero applicate nel suo caso poiché era immigrato sotto falsa identità. Nel loro libro di corrispondenza in Sud America Five Years, Christian Kracht e David Woodard discutono spesso della difficile situazione di Hollywood tra il 2004 e il 2006.

### Processo
Il processo si è svolto presso il tribunale di Santa Barbara, dove è avvenuto l'omicidio (nel sentiero di Lizard's Mouth, per l'esattezza, sulle montagne dietro la città). Fra i testimoni principali vi sono stati: Ben e Jeff Markowitz, rispettivamente fratello e padre di Nik; Graham Pressley, colui che ha scavato la tomba; Michelle Lasher, la fidanzata di Hollywood allora; Stephen Hogg, al tempo l'avvocato di Hollywood a cui consigliò di rivolgersi immediatamente alle autorità; e Casey Sheehan, amico di Hollywood a cui prestò la sua auto che fu poi utilizzata per trasportare Nik nelle colline di Santa Barbara, dove fu poi ucciso da Ryan Hoyt con nove colpi di pistola. È piuttosto raro, negli Stati Uniti, che un imputato decida di testimoniare, avendo diritto costituzionale di rifiutarsi. Per questo ha generato parecchio scalpore la decisione di Jesse James Hollywood di raccontare la sua versione dei fatti, rischiando di essere messo sotto pressione dall'accusa.
Il processo si è concluso nel luglio 2009 con la dichiarazione della giuria che l'imputato è colpevole del rapimento e dell'omicidio di Nicholas Markowitz. Riuniti fuori dal tribunale, i familiari di Markowitz, incluso il fratello Ben, si sono abbracciati a lungo e hanno dichiarato la loro soddisfazione per la decisione della giuria. Il padre di Hollywood, anch'egli presente fuori dal tribunale, ha dichiarato quasi in lacrime di non poter credere che suo figlio possa essere stato condannato per un crimine che non ha commesso. Il 13 luglio la giuria doveva raccomandare al giudice se Hollywood dovesse essere condannato a morte o all'ergastolo (le uniche due sentenze possibili). La sentenza ha previsto che Hollywood passerà il resto della propria vita in una prigione della California, evitando così la pena di morte.